# Geschichten aus dem Wienerwald

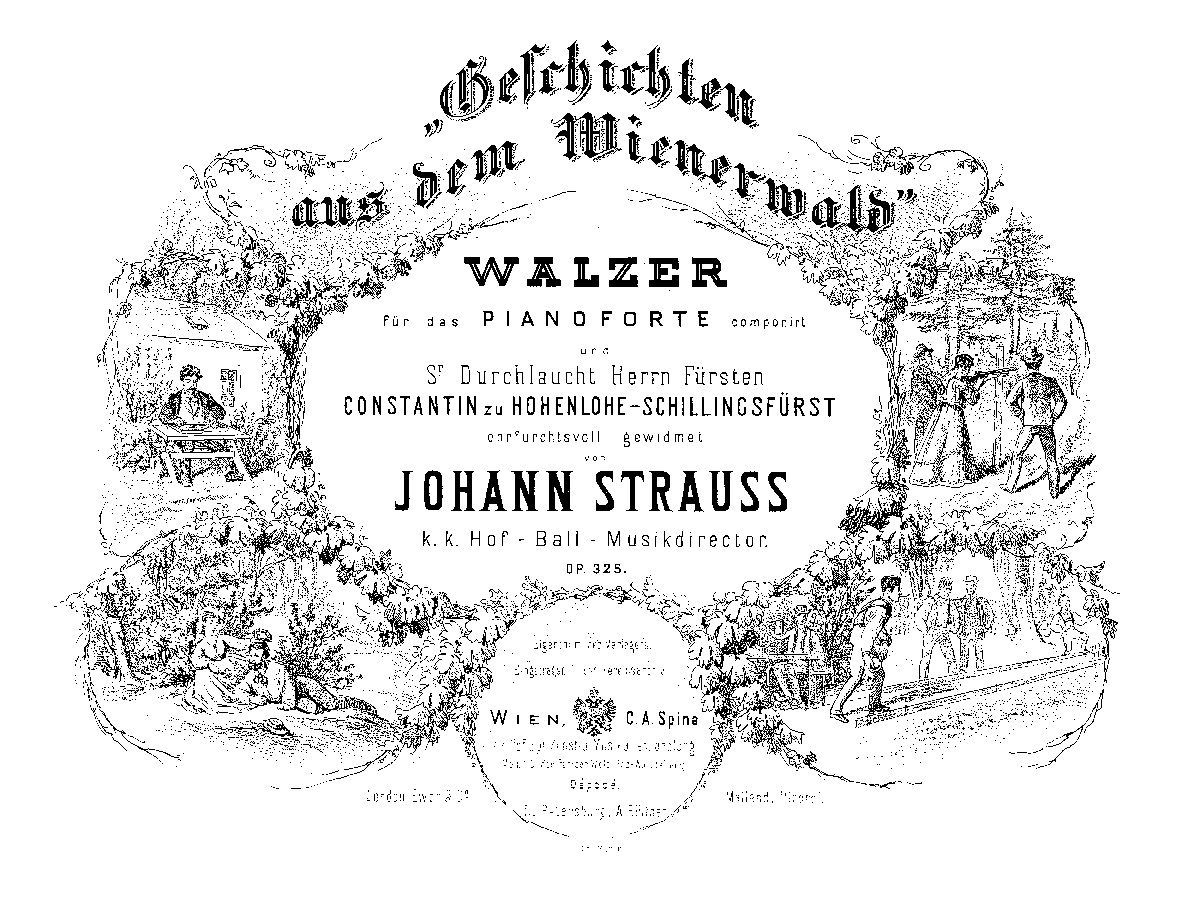
Framsida till klaverutdraget.

Geschichten aus dem Wienerwald (ibland bara G'schichten aus dem Wienerwald), op. 325, är en konsertvals av Johann Strauss den yngre. Den spelades första gången den 19 juni (eventuellt tidigare) 1868 i Volksgarten i Wien.

## Historia

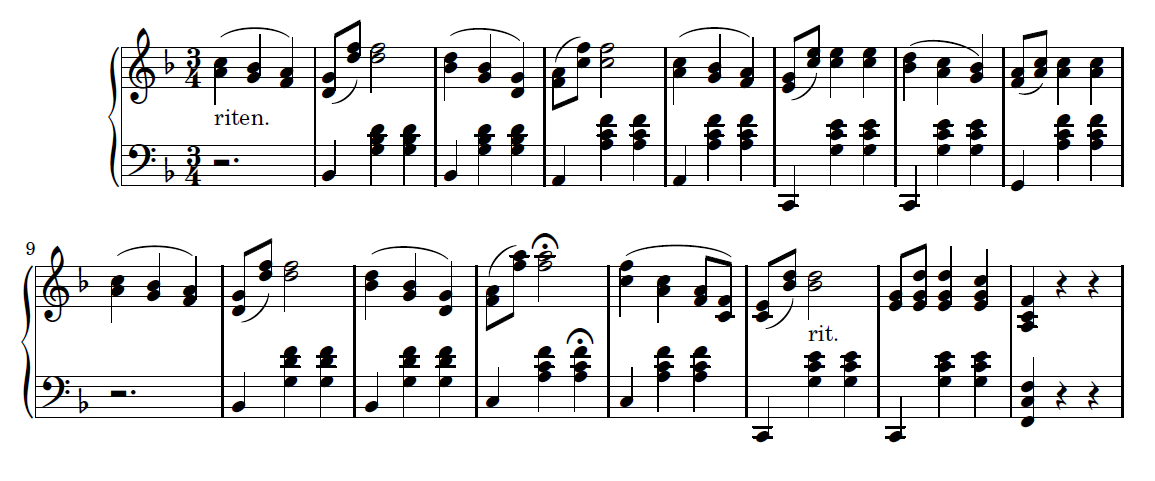
Cittranoter till finalen.

Wienerwald är det stora skogsparti, som omsluter staden Wiens norra och nordvästliga delar. Där på bergssluttningen ned mot staden komponerade Johann Strauss den yngre som sjuåring sin första valsstump. I Ryssland hade han kommit i kontakt med dansken Hans Christian Lumbyes tonmålning "Drömmebilleder" som Strauss också hade på sitt program i Pavlovsk. I denna tonmålning använder Lumbye ett stillsamt cittramotiv. I Wiens omgivningar var cittran ett vanligare instrument än i Danmark. Strauss nyttjade idén från sin nordiska kollega och skapade en introduktion till den Ländlerartade valsen som stegras till en raffinerad wienervals med en coda, där cittran blickar tillbaka till introduktionen och därigenom accentuerar sammanhållningen i den musikaliska berättelsen. En cittraspelare är även avbildad på det första klaverutdraget och bidrar till att stärka detta band. Liknande avslutningar förekommer även i valserna Wo die Zitronen blühen (op. 364) och i Kaiser-Walzer (op. 437).
Den första klaverutdraget av Strauss vals Geschichten aus dem Wienerwald är tillägnad "Hans Höghet Furste Konstantin zu Hohenlohe-Schillingsfürst" (1828-1896) och valsen uppfördes med stor säkerhet vid en privat soaré i furstens 1500-talspalats i Augarten under sommaren 1868. I ett odaterat brev samma år till Strauss från furstinnan Marie zu Hohenlohe-Schillingsfürst står det: "Min bäste Herre, framförandet av er vackra vals gav mig en sådan glädje nyligen att jag inte kan motstå att vänligen få ge er en gåva som ett minne av den oförglömliga kvällen. Den ska påminna er om ett annat av era fint utmejslade mästerverk, An der schönen blauen Donau, vars toner får oss att erinra lyckliga tider. Med upprepade tack och i största respekt. Furstinnan zu Hohenlohe". (Vad gåvan var är och förblir okänt.) 
Alltsedan i maj 1867 hade furst Konstantin innehaft positionen som hovmarskalk vid det kejserliga hovet och bodde i Augarten med sin hustru Marie, född furstinnan zu Sayn-Wittgenstein och dotter till Franz Liszt. (Efter Andra världskriget blev Augarten hemvist för pojkkören Wiener Sängerknaben.) Den 22 juni 1868 dirigerade Strauss ett offentligt framförande av Geschichten aus dem Wienerwald inför en publik på 5 000 med anledning av manskören "Wiener Männergesang-Verein" sommarkonsert 'Sommerliedertafel', som hölls i Karl Schwenders "Neue Welt" i förorten Hietzing. Men tre dagar tidigare, den 19 juni, hade Strauss själv dirigerat sin vals vid en välgörenhetskonsert till förmån för bröderna Josef och Eduard Strauss i Volksgarten. Valsen gjorde stor succé och fick tas om fyra gånger. Ett särskilt stort intryck hos publiken gjorde valsens utvidgade inledning på 122 takter, en rustik tondikt påminnande om Wienerwalds lantlighet.
Kuriöst nog tog Strauss aldrig i sitt liv någon promenad i Wienerwald, tvärtom uttryckte han en livslång fasa för att till och med bestiga den minsta kulle. De gånger han var tvungen att fara genom den bergiga miljön i vagn drog han alltid för gardinerna för att slippa se de branta sluttningarna. Det sägs till och med att han satt på vagnsgolvet.

## Kuriosa
Vid premiären annonserades verket som "Geschichten aus dem Wienerwald" [sic, dvs med citattecken].
Cittraspelaren Anton Karas hade valsen på sin repertoar i årtionden.
Den österrikisk-ungerske dramatikern Ödön von Horváth skrev 1931 sin pjäs "Geschichten aus dem Wiener Wald". Den knappt märkbara förändringen i stavning förbises ofta i citat och filmer. I dramat spelas Strauss vals och andra musikstycken.
Författaren Werner Jaspert skrev om valsen:
"Hela den förälskade, upprymda stämningen i Wiens omgivning och dess förstäder trollar kompositören fram i denna vals. En långt större tonkonstnär än Strauss hade redan före honom besjungit landet omkring Wien. Denna skildring var manligare, mer absolut och gjord med en livsglädje som uppnåtts efter stor kamp: Beethoven i sin 6:e symfoni. Strauss' musik är lättare, bevingad, nästan kvinnlig. Den har inte något program, utan antyder bara stämningarna."

## Om valsen
Speltiden är ca 16 minuter och 35 sekunder plus minus några sekunder beroende på dirigentens musikaliska tolkning.

## Weblänkar
- Geschichten aus dem Wienerwald i Naxos-utgåvan.